# Emily Regan
Emily Regan (Búfalo, 10 de junio de 1988) es una deportista estadounidense que compite en remo.
Participó en los Juegos Olímpicos de Río de Janeiro 2016, obteniendo una medalla de oro en la prueba de ocho con timonel.
Ganó seis medallas en el Campeonato Mundial de Remo entre los años 2011 y 2019.

## Palmarés internacional
| Juegos Olímpicos   | Juegos Olímpicos         | Juegos Olímpicos  | Juegos Olímpicos   |
| Año                | Lugar                    | Medalla           | Prueba             |
| ------------------ | ------------------------ | ----------------- | ------------------ |
| 2016               | Río de Janeiro (Brasil)  | Medalla de oro    | Ocho con timonel   |
| Campeonato Mundial |                          |                   |                    |
| Año                | Lugar                    | Medalla           | Prueba             |
| 2011               | Bled (Eslovenia)         | Medalla de oro    | Cuatro sin timonel |
| 2013               | Chungju (Corea del Sur)  | Medalla de oro    | Ocho con timonel   |
| 2014               | Ámsterdam (Países Bajos) | Medalla de plata  | Cuatro sin timonel |
| 2015               | Aiguebelette (Francia)   | Medalla de oro    | Ocho con timonel   |
| 2018               | Plovdiv (Bulgaria)       | Medalla de oro    | Ocho con timonel   |
| 2019               | Ottensheim (Austria)     | Medalla de bronce | Ocho con timonel   |